# Taschla
Taschla (russisch Ташла) ist eine Siedlung in der Oblast Orenburg in Russland mit 866 Einwohnern (Stand 2021).

## Etymologie
Der Name der Siedlung lässt sich von dem gleichnamigen Fluss Taschla ableiten, dessen Name vom turkischen taschly (felsig) kommt. Im Laufe der Geschichte hieß der Ort Taschla (Pokrowskoje) (russisch Ташла (Покровское)) und Pokrowskoje, Taschla tosch. (russisch Покровское, Ташла тож.). 

## Geschichte
Das baschkirische Land wurde 1763 vom Grundbesitzer Iwan Lawrentjewitsch Timaschew aus dem Geschlecht Timaschew für 1500 Rubel gekauft. Dieser brachte seine Leibeigenen aus den zentralen Gouvernementen. Schon 1764 wurde die Kirche Mariä Schutz und Fürbitte aus Holz errichtet. Im April 1774 stürmten die Truppen von Pugatschow im Rahmen des Pugatschow-Aufstandes mehrmals die Siedlung, raubten diese aus und brannten die Kirche nieder. Um die Gottesdienste nicht zu unterbrechen, wurde kurzzeitig eine vorläufige Kirche im Namen des Heiligen Sergius des Wundertäters errichtet. Im Jahre 1800 wurde der Grundstein einer Kirche aus Stein gelegt, dessen Bau 1802 vollendet wurde. 1896 wurde ein örtliches Krankenhaus errichtet. 1935 wurde die Abhaltung von Gottesdiensten verboten, zwei Jahre später wurden von der Kirche die Glocken und Kreuze entfernt. Die Kirche wurde dann als Getreide-Lager genutzt. 1957 wurde die Kirche zerstört. Im Jahre 2003 wurde die neue Kirche des Heiligen Georg aufgebaut. In Taschla befindet sich auch das Anwesen des Geschlechtes Timaschew.

## Wirtschaft
Das Gebiet ist geprägt von Landwirtschaft. In der Wintersaison ist die Siedlung besonders als Ski-Resort beliebt. Der Ort verfügt über mehrere Beherbergungen sowie Einrichtungen sozialer Infrastruktur.